# Hậu Giang (provincie)
Hậu Giang, uitspraak: [hɜ̰w₃₁ zɐːŋ₃₃]) is een provincie van Vietnam. De provincie ligt in de Mekongdelta. Hậu Giang ligt in een ander gebied dan de voormalige provincie Hậu Giang.

## Districten
- Phung Hiep
- Vi Thuy
- Long Mỹ
- Châu Thành
- Chau Thanh A